# Arphax australis
Arphax australis is een insect uit de orde Phasmatodea en de  familie Phasmatidae. De wetenschappelijke naam van deze soort is voor het eerst geldig gepubliceerd in 1845 door Charpentier.
1. ↑  (en) Arphax australis op de IUCN Red List of Threatened Species.